# Marlon Medina
Marlon Medina (ur. 6 sierpnia 1985) – nikaraguański piłkarz występujący na pozycji pomocnika. Zawodnik klubu Real Estelí.

## Kariera klubowa
W 2008 roku Medina rozpoczął grę w Realu Estelí. Od tego czasu wywalczył z nim mistrzostwo Nikaragui (2009), 3 mistrzostwa fazy Clausura (2010, 2011, 2012) oraz mistrzostwo fazy Apertura (2011).

## Kariera reprezentacyjna
W reprezentacji Nikaragui Medina zadebiutował w 2009 roku. W tym samym roku został powołany do kadry na Złoty Puchar CONCACAF. Zagrał na nim w meczach z Meksykiem (0:2), Gwadelupą (0:2) oraz Panamą (0:4), a Nikaragua zakończyła turniej na fazie grupowej.